# 亞納沙利亞什山
9°52′25″S 77°3′35″W / 9.87361°S 77.05972°W

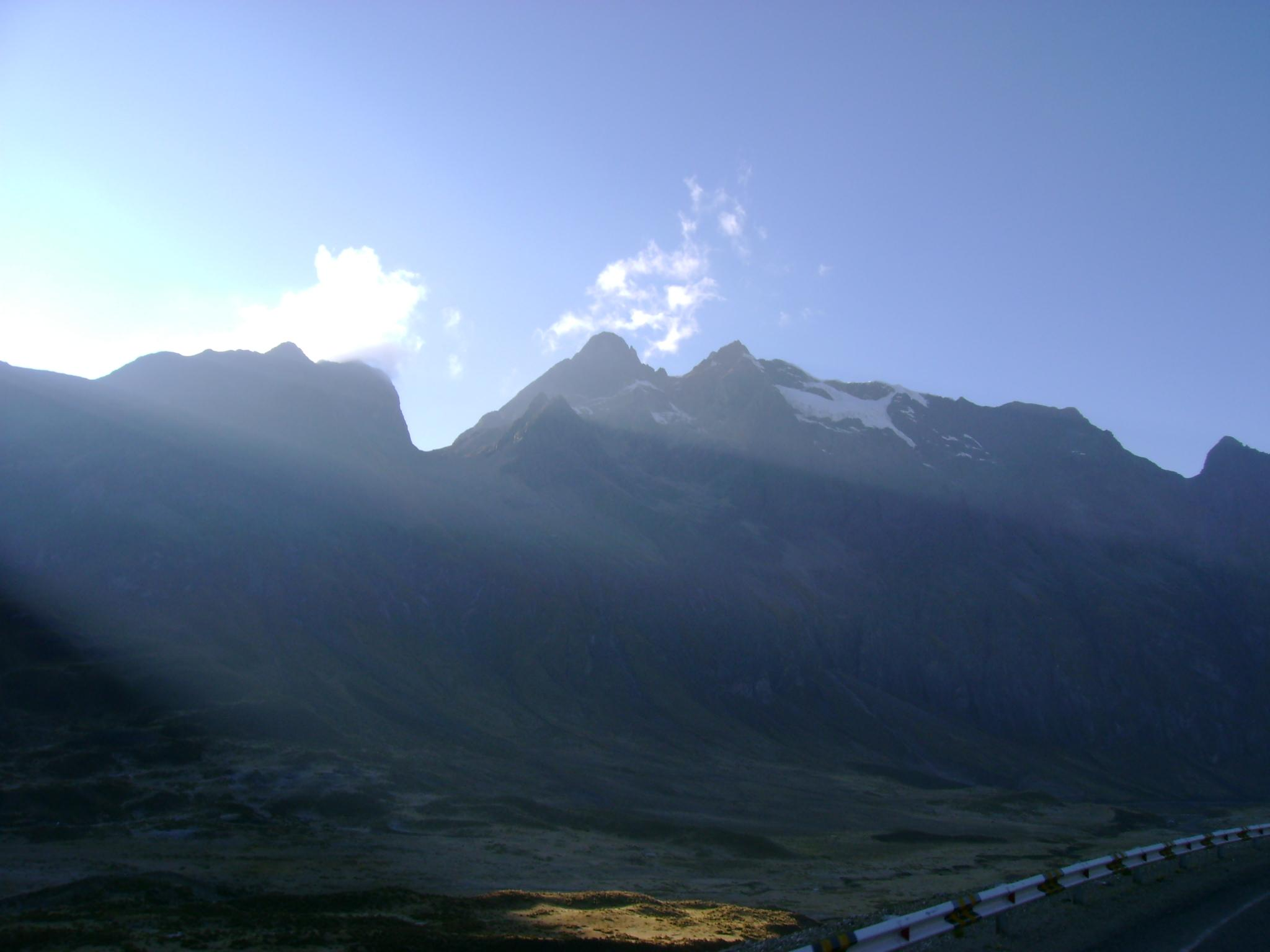

亞納沙利亞什山（Yanashallash），是秘魯的山峰，位於該國北部安卡什大區的博洛涅西省，屬於安第斯山脈中布蘭卡山脈的一部分，海拔高度約5,162米。